# Де Претис, Дарья
Да́рья Де Пре́тис (итал. Daria de Pretis; род. 31 октября 1956, Клес, провинция Тренто, Италия) — итальянский юрист и адвокат, ректор Трентского университета в 2013—2014 годах. Судья Конституционного суда Итальянской Республики с 2014 года.

## Биография
Родилась в Клесе 31 октября 1956 года. В 1981 году окончила юридический факультет Болонского университета со степенью в области административного права. Состоит в браке с итальянским политиком Джованни Кесслером.

### Академическая карьера
Служила научным сотрудником, доцентом, а с 2000 года ординарным профессором административного права в Трентском университете. На факультете читала лекции по темам «Административное право», «Административно-процессуальное право», «Административное право Европейского Союза и международных администраций», «Сравнительное административное право», «Право городского планирования» и «Право и гендер (гендерные исследования)».
28 февраля 2013 года она избрана ректором Трентского университета Тренто и занимала этот пост до своего назначения на должность конституционного судьи Италии. В апреле 2014 года была избрана членом совета CRUI — Конференции ректоров итальянских университетов. Одновременно с этим координировал Учебную комиссию, созданную MIUR — министерством образования, университетов и научных исследований, по системе самооценки университета.
Она была президентом Итальянского института административных наук, итальянской секции Международного института административных наук и одним из основателей Итальянского журнала публичного права — первого итальянского юридического журнала, полностью на английском языке. Де Претис является автором монографий и очерков в области административного права и права Европейского Союза.

### Конституционный судья
18 октября 2014 года президент Итальянской Республики Джорджо Наполитано назначил её конституционным судьёй. 11 ноября 2014 года в Квиринальском дворце в Риме она принесла присягу перед тем, как приступила к выполнению своих непосредственных обязанностей.